# Axis mundi
У астрономији, axis mundi је латински термин за осу Земље између небеских полова.
У геоцентричном координатном систему, то је оса ротације небеске сфере. Сходно томе, у старој грчко-римској астрономији, axis mundi је оса ротације планетарних сфера унутар класичног геоцентричног модела космоса.
У компаративној митологији 20. вијека, термин axis mundi — познат и као космичка оса, свјетска оса, свјетски стуб, центар свијета или свјетско дрво — у великој мјери је проширен на било који митолошки концепт који представља „везу између Небеса и Земље” или „виших и нижих сфера”. Мирча Елијаде је увео концепт педесетих година 20. вијека. Axis mundi је блиско повезан са митолошким концептом omphalos (пупка) свијета или космоса. Ставке које као примјере axis mundi наводе упоредни митолози укључују биљке (нарочито дрво, али и друге врсте биљака као што су врежа или стабло), планину, стуб дима или ватре, или производ људске производње (као нпр. штап, торањ, мердевине, степениште, мајско дрво, крст, уже, тотем, стуб). Његова близина небу може имати импликације које су углавном религијске (пагода, Храмовна гора, минарет, црква) или секуларне (обелиск, свјетионик, ракета, облакодер). Слика се јавља у религијском и секуларном контексту. Симбол axis mundiможе се наћи у култура које користе шаманске праксе или анимистичке систем вјеровања, у главним свјетским религијама и у технолошки напредним „урбаним средиштима”. Према мишљењу Елијадеа: „Сваки микрокосмом, свако насељено подручје, има центар; односно мјесто које је свето изнад свега.”